# Юркові світанки
«Юркові світанки» (рос. «Юркины рассветы») — український радянський чотирисерійний художній фільм 1974 року режисера Миколи Ільїнського.

## Короткий зміст
Між молодим фахівцем Юрієм Хмелем і головою колгоспу, а також молодою дружиною Юрія і її свекрухою виник конфлікт…

## У ролях
- Валерій Рижаков —  Юрій Хміль, комсорг
- Микола Тимофєєв —  Микола Хміль, батько Юрія
- Ніна Сазонова —  Надія Петрівна Хміль, мати Юрія
- Михайло Голубович —  Іван Хміль, брат Юрія
- Світлана Тормахова —  Євгенія Гриневська
- Галина Долгозвяга —  Тетяна
- Лариса Леонова —  тітка Зіна
- Ірина Калиновська —  Алка Стукаліна
- Іван Краско —  голова колгоспу
- Олексій Криченков —  Юхим Заболотний
- Ігор Козлов —  Михайло Дмитрович, учитель
- Геннадій Корольков —  Василь Курінний
- Георгій Куликов —  парторг колгоспу Степан Іщенко
- Леонід Марченко —  Павка
- Олексій Мороз —  Сима
- Олексій Пуршев —  Володя Русаков, секретар бюро райкому
- Надія Самсонова —  Анна Данилівна, мати Жені
- Людмила Сосюра —  Ольга
- Ольга Петренко —  Валентина
- Маргарита Криницина —  Марія Борисівна, мати Петі Виноградського
- Неоніла Гнеповська —  жінка на зупинці
- Петро Вескляров — дядько Вася

## Творча група
- Сценарій: Віктор Богатирьов
- Режисер: Микола Ільїнський
- Оператор: Вадим Верещак
- Композитор: Марк Фрадкін